# Onagoity
Onagoity é uma comuna da província de Córdoba, na Argentina.